# Martine Rothblatt
Martine Rothblatt (sinh năm 1954 với tên Martin Rothblatt) là một luật sư, nhà văn, doanh nhân và nhà hoạt động xã hội người Mỹ. Rothblatt tốt nghiệp Đại học California tại Los Angeles với bằng luật gia và bằng thạc sĩ vào năm 1981, sau đó bắt đầu làm việc tại Washington, DC, lần đầu tiên trong lĩnh vực pháp luật vệ tinh thông tin, và cuối cùng trong những dự án về khoa học sự sống như Dự án bản đồ gene người. Hiện tại bà là người sáng lập và Giám đốc điều hành của United Therapeutics, một công ty cổ phần về dược phẩm và là nữ giám đốc điều hành được trả lương cao nhất tại Mỹ.

## Tuổi trẻ
Rothblatt là một cậu bé với tên ban đầu là Martin Rothblatt và được sinh ra tại Chicago, Illinois, trong một gia đình Do Thái. Cậu lớn lên tại miền Nam California, đầu tiên ở San Diego và sau đó tại Los Angeles. Cha cậu, Harold David Rothblatt, là một nha sĩ làm cho Retail Clerks Union (Công đoàn nhân viên bán lẻ), và là con trai út của Isadore Rothblatt trong Công đoàn công nhân ngành Da thuộc Chicago. Mẹ cậu, Rosa Lee Bernstein, là một MC và chuyên gia về âm ngữ trị liệu (Speech-language pathology) tại San Diego State College (Đại học quốc gia San Diego). Ông bà nội Rothblatt di cư sang Hoa Kỳ khoảng năm 1910 từ Odessa, Ukraine. Ông bà ngoại của cậu di cư cũng khoảng thời gian đó từ Ba Lan.
Rothblatt rời trường đại học sau hai năm và đi du lịch khắp châu Âu, Thổ Nhĩ Kỳ, Iran, Kenya và Seychelles. Khi ghé trạm theo dõi của NASA ở Seychelles trong mùa hè năm 1974, cậu đã có ý đoàn kết thế giới thông qua vệ tinh thông tin. Sau đó, cậu quay trở lại UCLA, tốt nghiệp xuất sắc ngành Truyền thông với một luận án về Vệ tinh truyền thông trực tiếp.
Khi còn là sinh viên, cậu chuyển đổi sang chương trình "High Frontier" của Gerard K. O'Neill về cư trú ngoài không gian (space colonization) sau những phân tích của ông trong tạp chí chuyên ngành Physics Today năm 1975 như là dự án của giáo sư Harland Epps trong hội thảo Thiên văn học hiện đại. Rothblatt sau đó trở thành một thành viên tích cực của Hiệp hội L-5 và chi nhánh tại Nam California là OASIS (Organization for the Advancement of Space Industrialization and Settlement, Tổ chức vì sự tiến bộ của công nghiệp hóa không gian và giải quyết). Trong bốn năm chương trình học Thạc sĩ luật của mình, cũng tại UCLA, cậu xuất bản năm bài viết về luật của vệ tinh thông tin và chuẩn bị một kế hoạch kinh doanh cho Tập đoàn Hughes Space and Communications Group (lúc đó là tập đoàn lớn nhất Hoa Kỳ về vệ tinh và không gian) mang tên PanAmSat về cách ứng dụng công nghệ chùm điểm vệ tinh (satellite spot beam technology) để cung cấp dịch vụ thông tin liên lạc cho nhiều nước Mỹ Latinh. Cậu cũng trở thành một cộng tác viên thường xuyên về các khía cạnh pháp lý của việc cư trú ngoài không gian trên bản tin của OASIS.

## Sự nghiệp

### Trong ngành công nghệ vệ tinh viễn thông
Sau khi tốt nghiệp vào năm 1981 Rothblatt làm việc tại Covington & Burling tại Washington, DC, công ty luật đại diện cho các ngành công nghiệp phát sóng và truyền hình trước Ủy ban Truyền thông Liên bang (FCC) trong các lĩnh vực thông tin liên lạc vệ tinh phát sóng trực tiếp và băng thông rộng. Năm 1982, cậu nghỉ việc để học về thiên văn học tại Đại học Maryland, nhưng đã sớm được mời làm việc tại NASA để xin giấy phép tại Ủy ban Truyền thông Liên bang cho các hệ thống Băng tần C IEEE và theo dõi dữ liệu của các vệ tinh tiếp âm và tại Viện hàn lâm Khoa học quốc gia Hoa Kỳ để bảo vệ tần số radio trước khi những tần số radio thiên văn của FCC được sử dụng cho nghiên cứu vũ trụ. Cuối năm đó, cậu cũng làm việc với Gerard K. O'Neill để xử lý các vấn đề pháp lý cho công nghệ định vị vệ tinh mới được phát minh của mình, được gọi là hệ thống Geostar. Năm 1984, cậu làm việc với Rene Anselmo, người sáng lập Mạng lưới quốc tế Tây Ban Nha (Spanish International Network, nay là Univision), như là một công ty mới sẽ cạnh tranh với hãng Intelsat đang độc quyền truyền hình vệ tinh viễn thông toàn cầu. Năm 1986, cậu ngưng học thiên văn học và công việc tư vấn để trở thành Giám đốc điều hành toàn thời gian của Tổng công ty Geostar, dưới quyền chủ tịch William E. Simon. Cậu rời Geostar vào năm 1990 để tạo ra cả hai hãng phát sóng vệ tinh WorldSpace và Sirius Satellite Radio. Cậu rời Sirius vào năm 1992 và WorldSpace vào năm 1997 để trở thành Chủ tịch toàn thời gian và Giám đốc điều hành của Tập đoàn United Therapeutics.
Qua đó, Rothblatt đã chịu trách nhiệm triển khai một số công ty vệ tinh viễn thông, bao gồm hệ thống định vị xe cơ giới toàn liên bang đầu tiên tại Hoa Kỳ (Geostar, 1983), dự án vệ tinh quốc tế tư nhân đầu tiên (PanAmSat, 1984), mạng vô tuyến vệ tinh toàn cầu đầu tiên (WorldSpace, 1990), và hệ thống phát sóng phi địa tĩnh từ vệ tinh đến xe cơ giới đầu tiên (Sirius Satellite Radio, 1990).
Là một luật sư và doanh nhân, Rothblatt cũng chịu trách nhiệm hàng đầu trong những nỗ lực tạo cơ sở pháp lý để có được sự chấp thuận trên toàn thế giới, thông qua các hiệp ước quốc tế mới, phân bổ quỹ đạo của vệ tinh / phổ tần cho các dịch vụ định vị trong không gian (1987) và đài phát thanh truyền hình vệ tinh trực tiếp sang người (1992). Bà cũng đứng đầu dự án sinh-chính trị (Biopolitics) của International Bar Association (Hiệp hội Luật gia Quốc tế) để phát triển một dự thảo Tuyên bố chung về bộ gen người và Nhân quyền của Liên hiệp quốc (mà phiên bản cuối cùng đã được UNESCO thông qua vào ngày 11 tháng 11 năm 1997, và công nhận bởi Đại hội đồng Liên Hợp Quốc vào ngày 9 tháng 12 năm 1998).

### Trong ngành khoa học sự sống
Trong cuối những năm 1990, vì con gái Jeni của bà được chẩn đoán là bị đe dọa tính mạng bởi căn bệnh tăng huyết áp động mạch phổi (pulmonary arterial hypertension - PAH), đây là một căn bệnh hiếm gặp (chỉ có 200 ngàn trường hợp trên thế giới) nên không được chú ý đầu tư nhiều, Rothblatt bước vào lĩnh vực khoa học sự sống bằng việc bán cổ phần các hãng viễn thông và lập một Quỹ 3 triệu USD để tài trợ cho nghiên cứu, nhưng ba năm trôi qua mà không có bất kỳ tiến bộ nào, sau đó bà thành lập một công ty công nghệ sinh học y tế (United Therapeutics, 1996) và mua lại bản quyền các dược phẩm của hãng Glaxo Wellcome được đánh giá là có tiềm năng ngăn chặn được căn bệnh trên. Vào thời điểm đó đã có một cuộc tranh cãi dữ dội với những nỗ lực của hãng Novartis để dùng phổi và các cơ quan tạng của lợn đã biến đổi gen có thể được cấy ghép vào người, và nhiều nhà sinh học đã phản đối chuyện đó, nhưng bà lại ủng hộ vì cho là việc cấy ghép phổi có thể cứu người bệnh tăng huyết áp động mạch phổi như con gái bà, và qua John Vane, giải Nobel y học năm 1982 và là nhà tư vấn của United Therapeutics, bà bắt đầu học tiến sĩ ngành y đức tại Barts and The London School of Medicine and Dentistry (Trường Y và Nha khoa London và Barts) thuộc Queen Mary University of London (Đại học Nữ hoàng Mary tại London). Bà được trao bằng tiến sĩ vào tháng 6 năm 2001 dựa trên luận án của bà về sự xung đột giữa lợi ích cá nhân và công cộng trong cấy ghép tạng các loài khác nhau (xenotransplantation). Luận án này, sau đó được xuất bản bởi Nhà xuất bản Ashgate dưới tiêu đề Your Life or Mine (Cuộc sống của bạn hay của tôi).
Trong vòng một năm 2009, doanh thu hàng năm của United Therapeutics đã tăng từ 50 triệu USD lên 300 triệu USD. Cổ phiếu United Therapeutics đã tăng 800% kể từ khi công ty công khai vào năm 1999 và đã tăng gấp đôi trong năm 2009. United Therapeutics hiện có vài loại dược phẩm có tiềm năng ngăn chặn bệnh PAH như là Remodulin. Nhờ phương pháp điều trị có sẵn đã làm thay đổi bản chất của PAH. Trước đây chỉ có 75 chuyên gia về PAH ở Mỹ khi Jeni bị ốm, ngày nay đã có hơn 10.000 bác sĩ điều trị. Căn bệnh này vẫn luôn gây tử vong, nhưng bệnh nhân đã có thể sống lâu hơn nhiều, trong một số trường hợp sống thọ thêm hàng thập niên sau khi chẩn đoán.
Trong năm 2013, Rothblatt là nữ giám đốc điều hành được trả lương cao nhất ở Mỹ, thu nhập 38 triệu USD. Cần biết thêm là chỉ có khoảng 5 phần trăm của các công ty trong Fortune 500 là có một phụ nữ lãnh đạo và trong 200 tổng giám đốc điều hành (CEO) được trả lương cao nhất nước Mỹ, chỉ có 11 người là phụ nữ.

## Chuyển đổi giới tính và hoạt động xã hội liên quan
Năm 1994, bà đã trải qua phẫu thuật chuyển đổi giới tính từ nam sang nữ và thay đổi tên của mình thành Martine Aliana Rothblatt. Kể từ đó, bà cũng trở thành người ủng hộ phong trào transgenderism (quyền chuyển đổi giới tính).
Năm 1995, ngay sau khi quá trình chuyển đổi của mình, Martine đã công bố "The Apartheid of Sex" (Sự kỳ thị về tính dục), một bản tuyên ngôn mỏng đòi hỏi một nhận thức mới về giới tính cũng như cần thêm thể loại "dimorphic" (từ ngữ của bà, có nghĩa tương đương là "lưỡng hình"). Bà viết: "Có năm tỷ người trên thế giới và năm tỷ nhân dạng giới tính riêng biệt",..."Bộ phận sinh dục cũng như màu da họ, không liên quan gì đến vai trò của một người trong xã hội. Do đó, những quy định pháp lý phân loại người dân là nam giới và nữ giới cũng là sai như những quy định pháp lý phân chia người dân theo màu da đen và da trắng". Bà cũng không thích những từ ngữ có tính cách hạn chế, mà thay vào đó bà đề nghị dùng chữ "Pn.," viết tắt của "person," thay vì "Mr." and "Ms." ("người" thay vì "ông" hay "bà"), và dùng chữ "spice" ("gia vị", nhưng cũng có nghĩa là "loài") thay cho "vợ" hoặc "chồng".
Nhưng bà cũng không cho bà là hình mẫu của người phụ nữ thành đạt, bà nói: "Tôi không thể khẳng định rằng những gì tôi đã đạt được tương đương với những gì mà một người phụ nữ đã đạt được. Trong nửa đầu của cuộc đời tôi, tôi đã là nam giới".
Trong sự mô tả của nữ phóng viên Lisa Miller của báo New York Magazine vào tháng 9 năm 2014, bà không còn thể hiện nữ tính như thời mới chuyển đổi giới tính mà tạo ra một phong cách riêng của bà, như một người không giới tính hay là "ở giữa", bà ăn mặc đơn giản, không trang điểm và không mang trang sức.

## Bina48 và Công nghệ bất tử
Bà tin rằng công nghệ có thể giải phóng con người khỏi những giới hạn về sinh học, bao gồm cả việc già cằn cỗi, bệnh tật và hao mòn. Bà cũng tin rằng trong tương lai gần, một người thân qua đời có thể sống lại trong một sinh vật kỹ thuật số, với những chương trình trí tuệ nhân tạo giá rẻ và dễ tiếp cận cho tất cả mọi người. "Tôi biết những điều đó nghe có vẻ tin vào chuyện cứu rỗi hay là như trẻ con, nhưng tôi tin rằng nó chỉ đơn giản là thực tế và công nghệ không thể tránh khỏi...".
Năm 2004, bà phát động phong trào Terasem, một trường phái Triết học siêu nhân học (transhumanist) tập trung vào việc thúc đẩy niềm vui, sự đa dạng, và viễn cảnh của sự bất tử, thông qua việc lưu trữ tâm trí và công nghệ nano. Thông qua một tổ chức từ thiện, các nhà lãnh đạo phong trào này tổ chức những hội nghị có thể truy cập công cộng, để công bố và phân tích giải thích những dự án, các hoạt động và các giá trị và mục tiêu của Terasem cũng như xây dựng một trang web gọi là "Terasem Island" trên Internet dựa trên thế giới ảo Second Life. Thông qua blog của mình Mindfiles, Mindware and Mindclones, bà cũng viết về "thời đại sắp tới về ý thức không gian ảo và công nghệ bất tử".
Một trong những dự án của phong trào Terasem bắt đầu từ năm 2010 là dự án BINA48 (Bina có thể là tên người vợ cũ của Rothblatt, nhưng cũng là viết tắt của Breakthrough Intelligence via Neural Architecture, Trí tuệ đột phá thông qua cấu trúc thần kinh). BINA48 là một người máy hiện chỉ có đầu và bộ ngực, được giới thiệu là "một robot với một khuôn mặt mà có thể chuyển động, đôi mắt có thể thấy, tai có thể nghe và có một tâm trí kỹ thuật số cho phép đối thoại".
Trong một bài báo đăng trên New York Times ngày 04 Tháng 7 năm 2010 "Making Friends with a Robot Named Bina48" ("kết bạn với một Robot tên là Bina48"), nhà báo Amy Harmon mô tả cảm giác bực bội nhưng cũng ly kỳ của mình khi phỏng vấn "người bạn đồng hành điều khiển học đầu tiên của nhân loại" được tạo ra bởi Rothblatt và Hanson Robotics, và kết luận đó là "không khác lắm nếu so với phỏng vấn một đối tượng nhất định có máu và thịt"."
Tuy nhiên cũng có những ý kiến không tin tưởng. Trên blog riêng của mình với tựa đề "Marketing Transhumanism" ngày 4 tháng 1 năm 2008, luật sư và nhà sinh học Wesley J. Smith chế nhạo tính khả thi của các tuyên bố của phong trào Terasem về việc "giữ gìn ý thức cá nhân của một người để nó tiếp tục sống mãi qua một cơ thể tái sinh nhờ công nghệ sinh học nano hay là bằng y học và công nghệ trong tương lai...." chỉ nhờ qua việc bán những "sản phẩm trường thọ".
Nhà hùng biện và phê phán công nghệ Dale Carrico gọi những bài viết của Rothblatt là "giả khoa học" (bài viết "The "Imagination" of a Robot Cultist" ngày 16 tháng 8 năm 2009), và chỉ trích tuyên bố của bà về nhân bản trí tuệ ("mindclones") như là không có gì hơn là "mơ tưởng" (blog với tựa More Serious Futurology from Transhumanist Martine Rothblatt ngày 28 tháng 2 năm 2010).

## Đời sống riêng

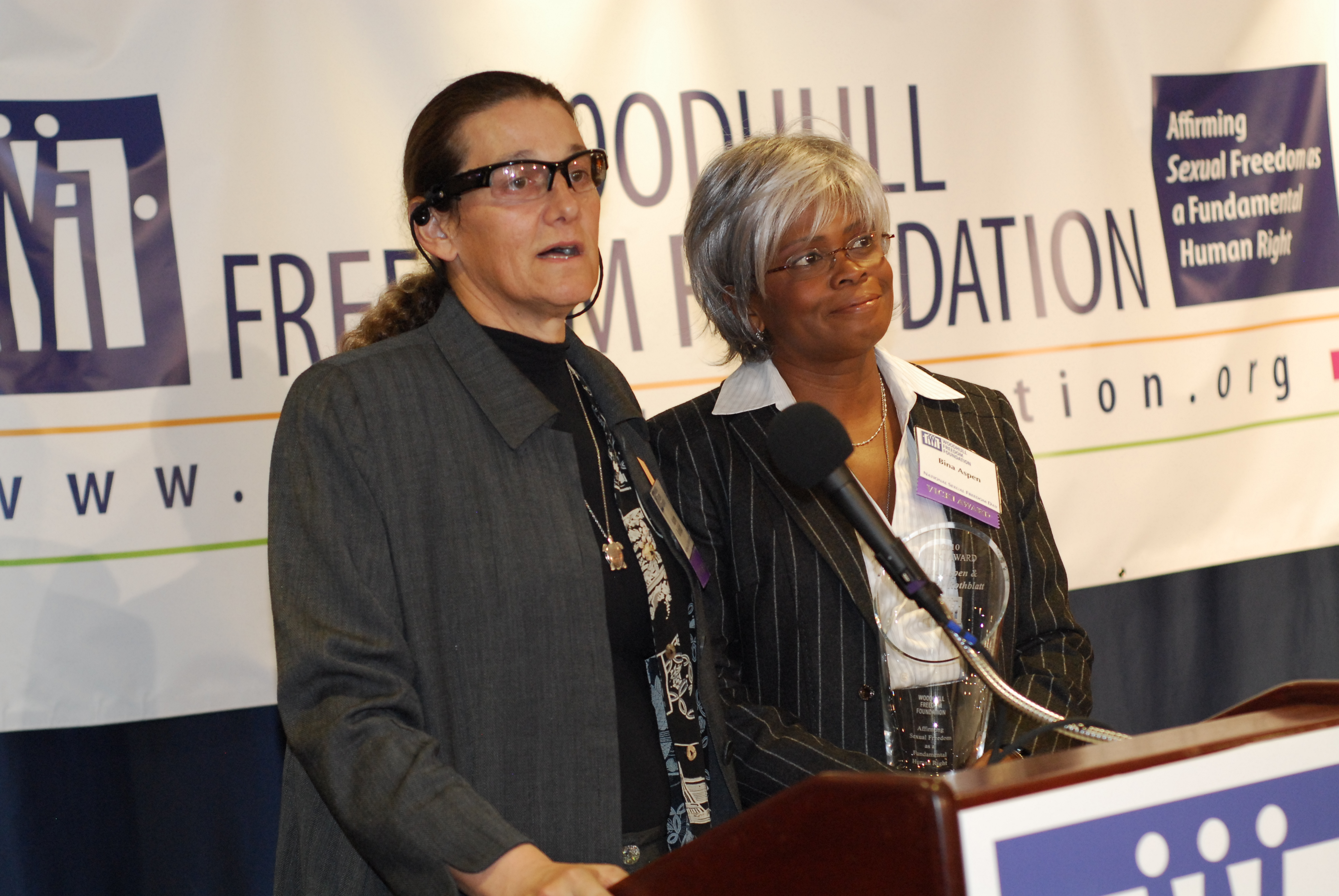
Martine Rothblatt và vợ cũ Bina Aspen nhận giải thưởng Vicki Sexual Freedom Award năm 2010

Năm 1982, Martin Rothblatt kết hôn với Beverlee "Bina Aspen" Prator, một người môi giới địa ốc từ Compton, California. Họ có hai con: Gabriel và Jenesis Rothblatt. Trước khi gặp Bina, Rothblatt có một đứa con, Eli, với một phụ nữ Kenya. Sunee là con riêng của Bina từ mối quan hệ trước. Các con riêng được nhận làm con nuôi hợp pháp của cả hai.
Năm 1994, bà đã trải qua phẫu thuật chuyển đổi giới tính và thay đổi tên của mình thành Martine Aliana Rothblatt. Kể từ đó, bà cũng trở thành người ủng hộ phong trào transgenderism (quyền chuyển đổi giới tính).

## Tác phẩm
- Radiodetermination Satellite Services and Standards, Artech House, 1987, ISBN 0-89006-239-0 (công nghệ vệ tinh viễn thông)
- Apartheid of Sex, Crown, 1995 ISBN 0-517-59997-X (phong trào ủng hộ quyền chuyển đổi giới tính)
- Unzipped Genes, Temple University Press, 1997 ISBN 1-56639-522-4 (sinh-chính trị - biopolitics)
- Your Life or Mine, Ashgate, 2003 ISBN 0-7546-2391-2 (cấy ghép tạng giữa các loài khác nhau)
- Two Stars for Peace, iUniverse, 2003 ISBN 0-595-65982-9 (Tiến trình hòa bình Trung Đông)
- Virtually Human, St. Martin's Press, 2014 ISBN 1-250-04663-7 (Trí tuệ nhân tạo)